# Finale del campionato mondiale di calcio 2014
La finale del campionato mondiale di calcio 2014 è stata disputata domenica 13 luglio 2014 allo stadio Maracanã di Rio de Janeiro tra la Nazionale tedesca e quella argentina. L'atto conclusivo della manifestazione ha visto il successo per 1-0 ai tempi supplementari della Germania, che si è aggiudicata la competizione per la quarta volta nella sua storia. Questa del Brasile portò tedeschi e Argentini a sfidarsi per la terza volta, diventando la partita di calcio svoltasi in più occasioni nella finale dopo le precedenti del 1986 in Messico e del 1990 in Italia

## Le squadre
| Squadra   | Finali disputate in precedenza (il grassetto indica la vittoria) |
| --------- | ---------------------------------------------------------------- |
| Germania  | 7 (1954, 1966, 1974, 1982, 1986, 1990, 2002)                     |
| Argentina | 4 (1930, 1978, 1986, 1990)                                       |

## Cammino verso la finale
Partita fra le favorite, la Germania ha esordito vincendo contro il Portogallo per 4-0 nella partita inaugurale del gruppo G; seguirono un pareggio per 2-2 contro il Ghana - arrivato dopo essere stata prima in vantaggio e poi in svantaggio - e una vittoria contro gli Stati Uniti (1-0), comunque sufficienti per guadagnarsi il primo posto nel girone davanti alla selezione statunitense. Nella fase ad eliminazione diretta i tedeschi hanno superato dapprima l'Algeria per 2-1 (dopo i tempi supplementari) e poi la Francia per 1-0 approdando così alla semifinale contro il Brasile.
Contro i padroni di casa, mutilati dall'infortunio di Neymar e la squalifica di Thiago Silva, la Germania non ha praticamente incontrato difficoltà: il roboante 7-1 finale ha infatti spianato ai tedeschi la strada per la finale. In virtù dell'eccezionalità del risultato, e con richiamo ad un'altra, celeberrima sconfitta subita dai verdeoro in un mondiale casalingo, per indicare la semifinale Brasile-Germania è stato coniato il termine Mineirazo.
L'Argentina, invece, ha vinto la gara inaugurale del gruppo F superando per 2-1 la Bosnia ed Erzegovina, e ha poi ottenuto alla fase ad eliminazione diretta già nel turno successivo con la vittoria all'ultimo respiro per 1-0 contro l'Iran, a cui è seguita l'affermazione per 3-2 contro la Nigeria con doppietta di Messi. Agli ottavi gli argentini hanno eliminato la Svizzera per 1-0 (dopo i tempi supplementari) con goal di Angel Di Maria, risultato ripetuto ai quarti contro il Belgio grazie alla rete di Gonzalo Higuaín. La semifinale ha visto l'Argentina superare i Paesi Bassi solo ai calci di rigore, con il risultato di 4-2, dopo lo 0-0 dei tempi supplementari. 
L'Argentina, comunque, non ha particolarmente convinto nel percorso verso la finale ed è stata spinta dai singoli, in particolare da Lionel Messi e Angel Di Maria.

### Tabella riassuntiva del percorso
Note: In ogni risultato sottostante, il punteggio della finalista è menzionato per primo.
| Pos. | Squadra     | Pt | G | V | N | P | GF | GS | DR |
| ---- | ----------- | -- | - | - | - | - | -- | -- | -- |
| 1.   | Germania    | 7  | 3 | 2 | 1 | 0 | 7  | 2  | +5 |
| 2.   | Stati Uniti | 4  | 3 | 1 | 1 | 1 | 4  | 4  | 0  |
| 3.   | Portogallo  | 4  | 3 | 1 | 1 | 1 | 4  | 7  | -3 |
| 4.   | Ghana       | 1  | 3 | 0 | 1 | 2 | 4  | 6  | -2 |

| Pos. | Squadra              | Pt | G | V | N | P | GF | GS | DR |
| ---- | -------------------- | -- | - | - | - | - | -- | -- | -- |
| 1.   | Argentina            | 9  | 3 | 3 | 0 | 0 | 6  | 3  | +3 |
| 2.   | Nigeria              | 4  | 3 | 1 | 1 | 1 | 3  | 3  | 0  |
| 3.   | Bosnia ed Erzegovina | 3  | 3 | 1 | 0 | 2 | 4  | 4  | 0  |
| 4.   | Iran                 | 1  | 3 | 0 | 1 | 2 | 1  | 4  | -3 |

## Descrizione della partita

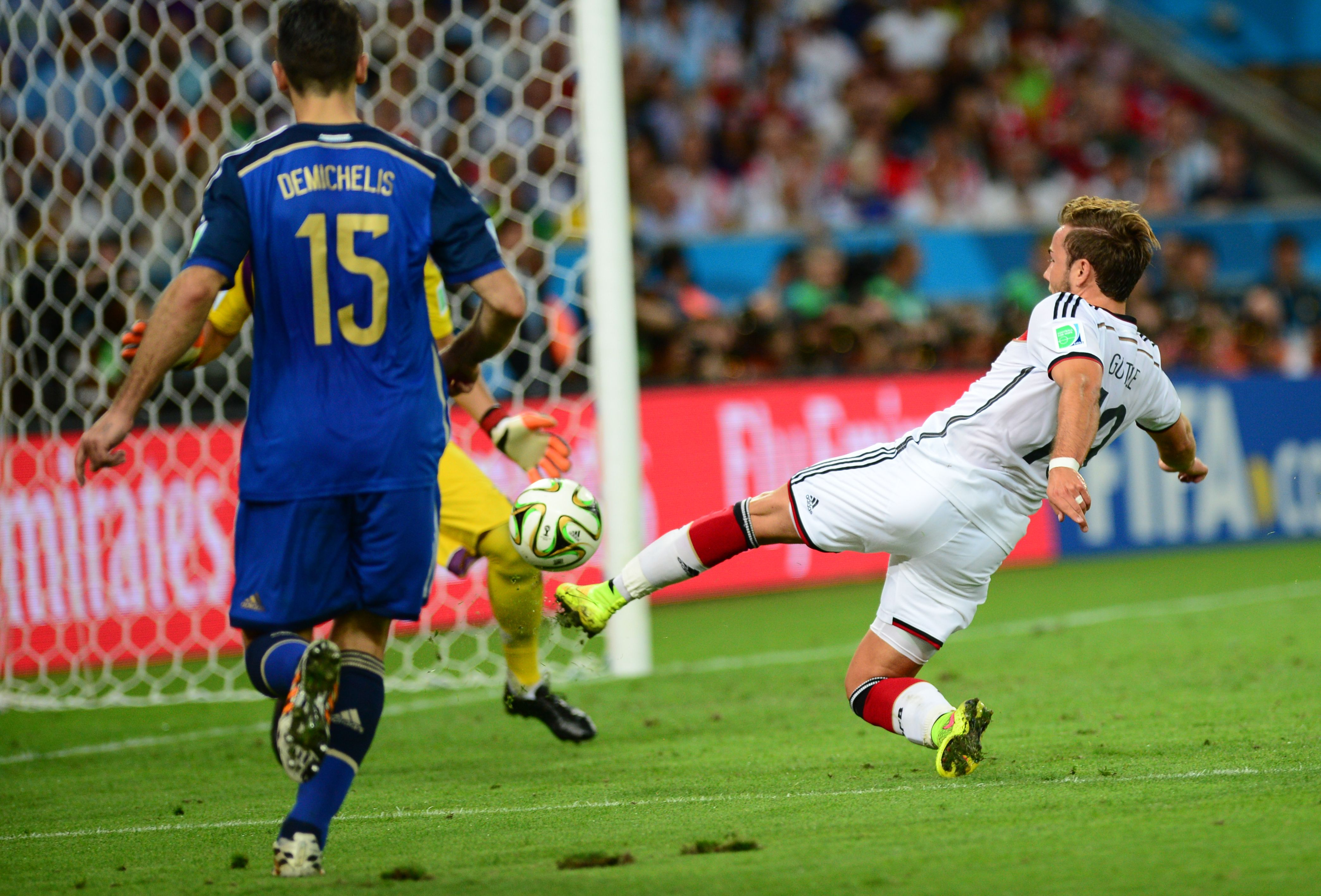
Il gol di Götze che ha dato il successo ai tedeschi.

I tempi regolamentari hanno visto Argentina e Germania creare i presupposti per passare in vantaggio senza riuscirci: le occasioni più importanti, una per parte, sono capitate sui piedi di Higuaín (tiro a lato a tu per tu con Neuer dopo retropassaggio errato della retroguardia tedesca) e sulla testa di Höwedes (palo sugli sviluppi di un calcio d'angolo).
Nel primo tempo supplementare tedeschi e argentini hanno provato ancora a superarsi, ma Schürrle da una parte e Palacio dall'altra hanno sbagliato a pochi passi da Romero e Neuer. La partita si è quindi decisa a otto minuti dalla fine del secondo tempo supplementare grazie al gol di Götze, subentrato a Klose quasi allo scadere dei tempi regolamentari, abile a sfruttare un assist dalla sinistra di Schürrle.

## Tabellino
| Arbitro: | Nicola Rizzoli |

|            |           |  |
| Götze 112’ | Marcatori |  |

| Germania | Argentina |

| Germania (4-3-3) |    |                        |     |      |
|                  |    |                        |     |      |
| P                | 1  | Manuel Neuer           |     |      |
| D                | 16 | Philipp Lahm           |     |      |
| D                | 20 | Jérôme Boateng         |     |      |
| D                | 5  | Mats Hummels           |     |      |
| D                | 4  | Benedikt Höwedes       | 34’ |      |
| C                | 23 | Christoph Kramer       |     | 31’  |
| C                | 7  | Bastian Schweinsteiger | 29’ |      |
| C                | 18 | Toni Kroos             |     |      |
| C                | 13 | Thomas Müller          |     |      |
| C                | 8  | Mesut Özil             |     | 120’ |
| A                | 11 | Miroslav Klose         |     | 88’  |
| A disposizione:  |    |                        |     |      |
| D                | 2  | Kevin Großkreutz       |     |      |
| D                | 3  | Matthias Ginter        |     |      |
| C                | 6  | Sami Khedira           |     |      |
| A                | 9  | André Schürrle         |     | 31’  |
| A                | 10 | Lukas Podolski         |     |      |
| P                | 12 | Ron-Robert Zieler      |     |      |
| C                | 14 | Julian Draxler         |     |      |
| D                | 15 | Erik Durm              |     |      |
| D                | 17 | Per Mertesacker        |     | 120’ |
| C                | 19 | Mario Götze            |     | 88’  |
| D                | 21 | Shkodran Mustafi       |     |      |
| P                | 22 | Roman Weidenfeller     |     |      |
| Allenatore:      |    |                        |     |      |
| Joachim Löw      |    |                        |     |      |

| Argentina (4-2-3-1) |    |                         |     |     |
|                     |    |                         |     |     |
| P                   | 1  | Sergio Romero           |     |     |
| D                   | 4  | Pablo Zabaleta          |     |     |
| D                   | 15 | Martín Demichelis       |     |     |
| D                   | 2  | Ezequiel Garay          |     |     |
| D                   | 16 | Marcos Rojo             |     |     |
| C                   | 8  | Enzo Pérez              |     | 86’ |
| C                   | 14 | Javier Mascherano       | 64’ |     |
| C                   | 6  | Lucas Biglia            |     |     |
| C                   | 22 | Ezequiel Lavezzi        |     | 46’ |
| A                   | 10 | Lionel Messi            |     |     |
| A                   | 9  | Gonzalo Higuaín         |     | 78’ |
| A disposizione:     |    |                         |     |     |
| D                   | 3  | Hugo Campagnaro         |     |     |
| C                   | 5  | Fernando Gago           |     | 86’ |
| C                   | 7  | Ángel Di María          |     |     |
| C                   | 11 | Maxi Rodríguez          |     |     |
| P                   | 12 | Agustín Orión           |     |     |
| C                   | 13 | Augusto Fernández       |     |     |
| D                   | 17 | Federico Fernández      |     |     |
| A                   | 18 | Rodrigo Palacio         |     | 78’ |
| C                   | 19 | Ricardo Gabriel Álvarez |     |     |
| A                   | 20 | Sergio Agüero           | 65’ | 46’ |
| P                   | 21 | Mariano Andújar         |     |     |
| D                   | 23 | José María Basanta      |     |     |
| Allenatore:         |    |                         |     |     |
| Alejandro Sabella   |    |                         |     |     |

| Uomo partita Mario Götze Assistenti arbitrali Renato Faverani (Italia) Andrea Stefani (Italia) Quarto uomo Carlos Vera (Ecuador) Quinto uomo Christian Lescano (Ecuador) |

## Statistiche
| Totale            | Germania | Argentina |
| ----------------- | -------- | --------- |
| Goal segnati      | 1        | 0         |
| Tiri totali       | 10       | 10        |
| Tiri in porta     | 7        | 2         |
| Possesso          | 60%      | 40%       |
| Calci d'angolo    | 5        | 3         |
| Falli commessi    | 20       | 16        |
| Fuorigioco        | 3        | 2         |
| Tiri respinti     | 2        | 6         |
| Cartellini gialli | 2        | 2         |
| Cartellini rossi  | 0        | 0         |